# Estreito de Tsugaru

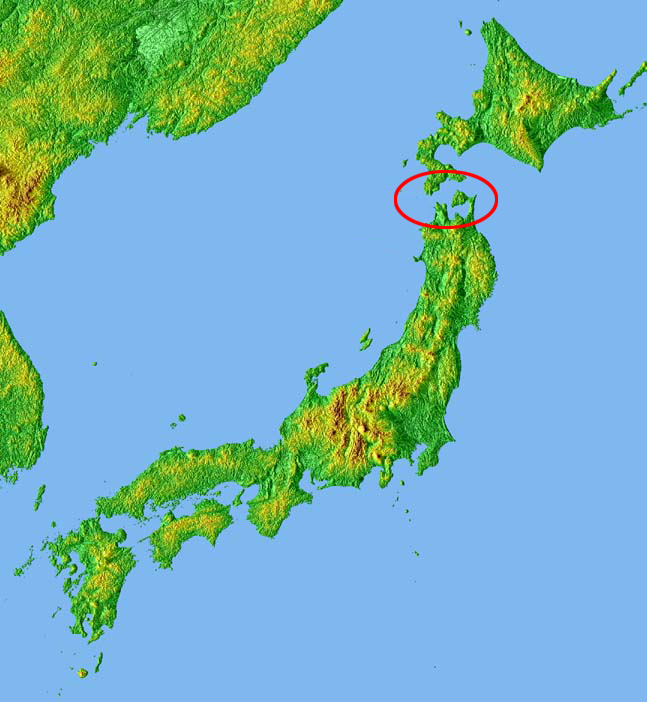
Península e estreito de Tsugaru

Estreito de Tsugaru (津軽海峡 (Tsugaru Kaikyō)) é o canal entre Honshū e Hokkaidō no norte do Japão e que liga o mar do Japão com o Oceano Pacífico. O túnel Seikan passa debaixo do estreito que tem na sua parte mais estreita 19,5 km entre a Península de Tsugaru, Honshū e a Península de Matsumae em Hokkaidō.
Tem uma profundidade média entre 140 e 200 metros.
No passado a forma mais habitual de o atravessar de barco demorava aproximadamente 4 horas. Com o túnel ferroviário o tempo reduziu-se para metade. Prevê-se para 2015 a utilização do túnel pelo comboio Shinkansen o que reduzirá a travessia para 50 minutos.
Em 1954, o naufrágio do Toya Maru no estreito custou a vida a 1155 pessoas.

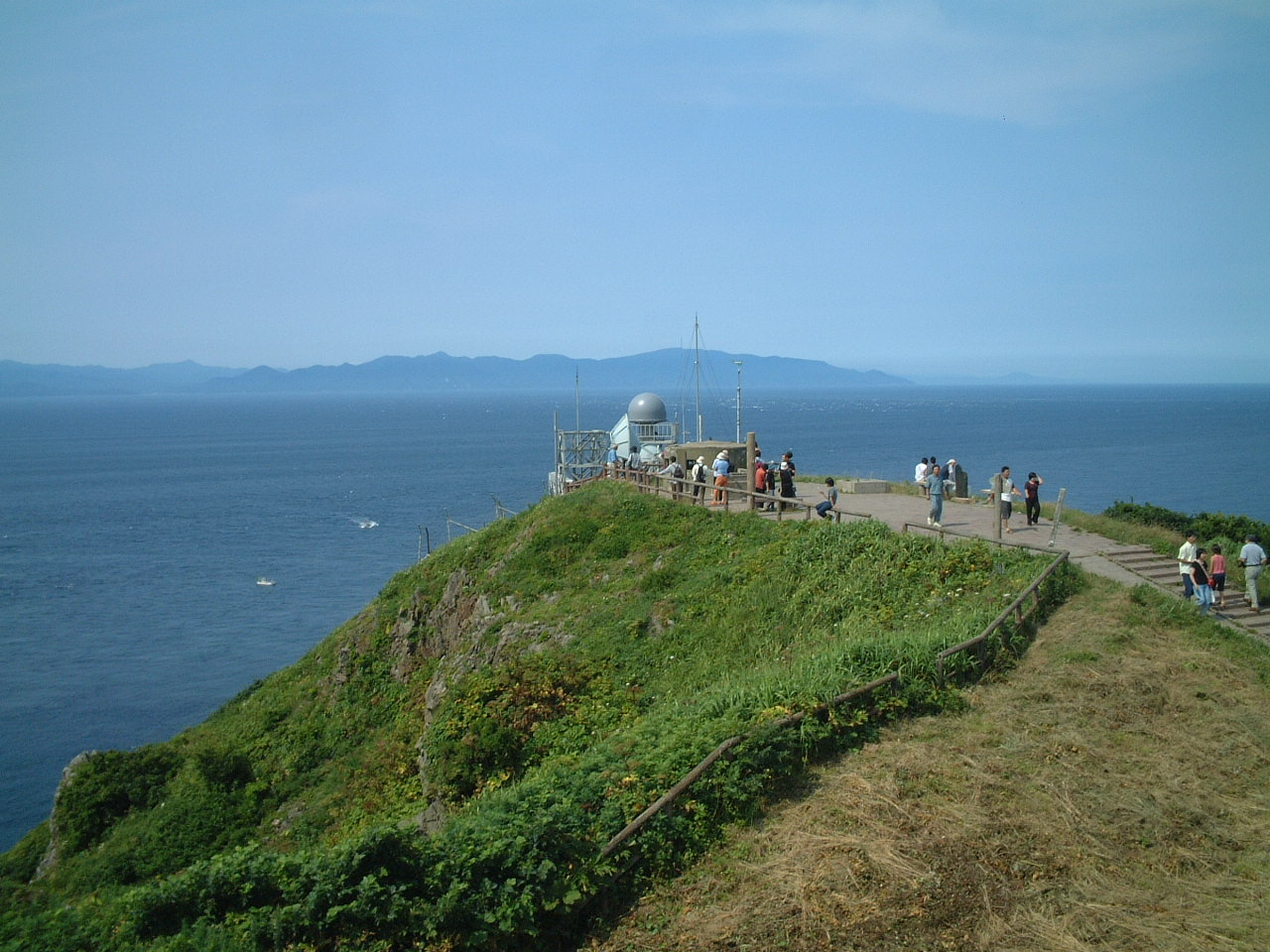
Tappi Misaki, na península de Tsugaru, norte de Honshu

.